# Mayerella acanthopoda
Mayerella acanthopoda är en kräftdjursart som beskrevs av B. R. Benedict 1977. Mayerella acanthopoda ingår i släktet Mayerella och familjen Protellidae. Inga underarter finns listade i Catalogue of Life.